# Вирус Западног Нила
Вирус Западног Нила (ВЗН) (лат. Encephalitis Nili occidentalis, енгл. West Nile virus) је арбовирус (вирус који се преноси артроподама) из породице флавивиридае (лат. Flaviviridae) и рода Флавивируса (лат. Flavivirus), који такође укључује и вирусе жуте грознице, денге, Сент Луисовог енцефалитиса и вирусе јапанског енцефалитиса. Овим вирусом могу да се заразе људи, птице, комарци, коњи и други сисари, алигатори итд. На људе и животиње ВЗН преносе тиграсти комарци који се хране крвљу заражених птица, и других оболелих животиња. Након убода комараци уносе вирус у тело жртве и код ње изазивају грозницу Западног Нила, (инфективну болест из групе зооноза), која се карактерише тешком клиничком сликом са знацима упале мозга (лат. encefalitis) или упале можданица и кичмене мождине (лат. meningitis).
Ова арбовирусна инфекција, уско је повезана са жутом грозницом, Сент Луисовим енцефалитисом, денга грозницом и другим зоонозама, чији су вектори преношења комарци, и има велики потенцијал у смањењу популације дивљих птица у неким областима света и стварању озбиљних здравствених проблеме код других животиња и људи.
Како је основни начин трансмисије убод зараженог комарца, ВЗН се не преноси међу људима путем контакта. Међутим 2002, научници су открили да људи могу бити заражени вирусом Западног Нила и на друге начине, укључујући трансфузију крви и трансплантацију људских органа или ткива, мада је ризик заразе на овај начин јако мали. Такође, постоје докази да се вирус са трудница путем крви може пренети на њихове нерођено дете или преко мајчиног млека на одојче. Поред тога, лабораторијски радници који непажљиво рукују зараженим материјалом, могу се заразити вирусом Западног Нила преко убода игле или посекотине на кожи.
Вирус Западног Нила први пут је изолован из серума једне високо фебрилне жене 1937. у сливу Западног Нила (по коме и носи назив), у области Уганде. Након првобитне изолације, вирус је био чест узрок избијања спорадичних мањих вирусних епидемија у Африци, Блиском истоку, западној Азији и Аустралији (Кунјин подтип вируса). Од 1990-их, вирус западног Нила изазива и повремене епидемије у Европи и Северној Америци, које су повезане и са већом инциденцом вирусног енцефалитиса и појавом других неуролошких симптома.

## Етиологија
Вирус Западног Нила (ВЗН) инфицира људе и животиње након што их уједе нека од врста заражених комараца. Вирусом се углавном прво заразе птице, али се такође, примарно, могу заразити гмизавци па и људи. Већина заражени особа ВЗН нема симптоме болести, или те особе најчешће нису свесне своје инфекције, чак и ако неке од њих имају симптоме и знаке главобоље или оспе, који убрзо пролазе.
ВЗН из породица флавивиридаеа, исте оне фамилије вируса који изазивају денгу, жуту грозницу, Луисов енцефалитис, више врста енцефалитиса код коња. ВЗН је сферичног облик (види слику) пречника око 50 nm. Састоји се од једног ланца РНК, који има својства РНК (+ ланац). Протеини вируса имају своју типичну локацију у протеинском молекулу. Они су распоређени у паровима супротно размештени један према другом. Вирус је веома сличан оном који изазива денгу, али су површински протеини његове капсуле специфичног састава. Уска повезаност вируса се другим арбовирусима објашњава се родовском повезаношћу комплемента и аглутинирајућег антигена. У мембрани вируса налази се нуклеокапсид који садржи генетички материјал.
Филогенетске студије су откриле постојање два главна рода сојева ВЗН;
- Сојеве из рода „I“ који су присутни у Африци, Индији и Аустралији а одговорни су и за избијање епидемија у Европи и Медитерану.
- Сојеве из рода „II“ који се јављају само у субсахарској регији Африке.

Године 1998, вирулентни сој ВЗН из рода „I“ идентификован је као узрок умирања домаћих гусака са клиничким знацима енцефалитиса и парализе у Израелу. Скоро идентичан ВЗН сој изненада се појавио и у Њујорку 1999, изазивајући смрт на хиљаде домаћих птица и неколико фаталних случајеве код људи.
| (језик: енглески) Изглед партикула вируса Западног Нила 4 |
| --------------------------------------------------------- |

## Епидемиологија
Вирус Западног Нила (ВЗН) пренет комарацима први пут је изолован 1937. године у крви једне фебрилне жене у сливу Западног Нила у области Уганде. Грозница Западног Нила, која је првобитно сматрана инфекцијом изазваном до тада познатим арбовирусима, обично се код људи манифестовала асимптоматски или као благи облик грипа, а у неким случајевима и лакшим енцефалитисом са смртним исходом који је нпр забележен у Израелу 1950. Приближно код једне особе на сваких пет случајева, вирус је изазивао болест, а код мањег броја оболелих људи (око 0,75%) развиле су се компликације, које су понекад могле бити опасне по живот (фаталне). Отприлике једна у 150 инфекција резултује тешким неуролошким обољењем. Ризику разбољевања највише су биле изложене особе старије животне доби (преко 50 година старости) и људи са ослабљеним имунским системом.
Од открића 1937. па све до 1999, ВЗН је сматран релативно неважним патогеном како за људе тако и за животиње. Вирус су, у том периоду, ензоотски, у виду природно жаришних инфекција, преносили хематофагни инсекти (комарци из рода Culicoides, крпељи...), птице и друге животиње, и он се постепено ширио Африком, Западном и средњом Азијом, Блиским истоком и Медитераном, са повременим „екскурзијама“ у Европу. Зато је географски гледано, ВЗН до друге половине 20. века „владао“ само у умереним и тропским областима, где су се до 1994, епидемије грознице Западног Нила јављале спорадично пре свега у региону Медитерана, Африке Азије и источне Европе. Подтип ВНВ (Кунјин) у том периоду изолован је и у Аустралији. Епидемиолошке карактеристике грознице Западног Нила у периоду од 1937. до 1999. биле су; појава спорадичних епидемија или инфекција код људи, коња и птица са асимптоматском или блажом клиничком сликом неуролошке болести и изузетно ретким смртним исходом.
 Једини изузетак је била инфекција ВЗН, мањег обима, праћена тешким и фаталним неуролошким обољењем у коња и људи у Француској 1960.
Дуг интервал између епидемија, и перцепција епидемиолога да ВЗН није од великог значаја за јавно здравље, као и недостатак извештавања о појави епидемија и/или епизоотија у медитеранском региону утицало је на то да је појава инфекције и епидемије ВНВ повезивана са тешким и фатална неуролошким обољењима све до 1990. године. То је умногоме утицала на појаву нових подтипова вируса са већим потенцијалом за епидемију и већом вируленцијом у раним 1990-им годинама и омогућило географску експанзију и ширење ВЗН. Оод 1994, епидемије се јављају са све већом учесталошћу, тежом клиничком сликом и израженијим променама на нервном систему. Стручњаци верују да су инфекције ВЗН, на одређеном подручју, прво настајале као сезонска епидемија, најчешће с пролећа, које су свој ток наставља у лето и јесен.

### ВЗН у северној хемисфери
Последњих година 20. и почетком 21. века вирус се преселио на северне и западне делове земљиних хемисфера. Након две деценије, јављања само по неколико људских и коњских енцефалитиса који су се завршили фатално, болест је прерасла у све већи број епидемија од 1996. до 2000. у Румунији, Мароку, Тунису, Италији, Русији, Израелу и Француској. У Румунији, неколико случајева енцефалитиса изазваног ВЗН код људи јављало се сваке године, а у Француској, су откривене и инфекције ВЗН у посматраним остацима угинулих птица у 2001. и 2002. Побољшан надзор над инфекцијом ВЗН код људи, коња, птица и вектора преношења (комараца) открио је присуство вируса на различитим локацијама у Европи (укључујући по први пу и Србију у 2012 години). У епидемиологији грознице Западног Нила, у првој деценији 21. века у Европи, имају значај, и новооткривени начини преноса инфекције путем трансфузије крви, трансплантације органа, и интраутерине трансмисије вируса са мајке на фетус.
До 1. августа 2013. године у Европској унији регистровано је 26 случајева разбољевања у Грчкој и по 1 случај у Италији и Аустрији. Ван територије ЕУ регистровано је 53 случајева разбољевања у Руској Федерацији, 26 случајева у Израелу и један случај у Бившој Југословенској Републици Македонији.

#### Вирус западног Нила у Србији
Према извештају Института за јавно здравље Србије грознице Западног Нила, први пут је откривена у Србији, у лето 2012, тачније 13. августа 2012, након изолације ВЗН код прве жртве (жене старе 60 година из Панчева), која је тога дана преминула на Клиници за инфективне и тропске болести Клиничког центра Србије и код још седам особа. Ветеринари Ветеринарског института из Краљева након анализе прикупљеног материјала са обала Саве и Дунава у околини Београда у 150 збирних узорака установили су присуство вируса Западног Нила код десет кућних комараца, чиме је званично доказано да су кућни комарци (Culex pipiens), основни преносници вируса Западног Нила на простору Србије.

### ВЗН у западној хемисфери
Од 1999, ВЗН се убрзано ширио и целим простором западне земљине хемисфере, пре свега на просторе САД, Канаде, Мексика, Кариба и делове Централне и Јужне Америке. Тако се прва инфекција човека ВЗН на простору Северне Америке догодила у Њујорку 1999. године. У наредне три године, инфекција се убрзо проширила у целој САД и Канади, инфицираним птицама, комарцима, људима, и коњима. У 2002, центри за контролу и превенцију болести (ЦДЦ), пријавили су више од 4.000 инфекција људи и 284 смртних случајева само у САД (у 44 држава и Дистрикту Колумбија). У другој деценији 21. века, све државе САД (осим Хаваја и Аљаске), као и многи делови Канаде погођени су ВЗН. У Северној Америци, вирус првенствено изазва менингитис, енцефалитис, и полиомијелитис, што је на овом простору довело до значајног морбидитета и морталитета.
Јужно од границе Сједињених Држава Вирус западног Нила први пут је откривен:
- 2001, као неуроинвазивни облика болести код људи, на Кајманска острвима,[38] и код крава у Мексику (у јужној држави Чијапас).[39]
- 2002. код птица на Јамајци, Мексику (у 6 држава) и на Карипским острвима—Хиспањола (Велики Антили) и Гуаделупе (Источни Антили).[40]
- 2003, у 22 држава у Мексику, Белизеу, Гватемали, Салвадору, и у Средњој Америци; на Куби, Порторику и Бахамима на Карибима.
- 2004, у Северној Колумбији у Тринидаду-код првог пријављеног случаја из Јужне Америке.
- 2006, први случајеви ВЗН пријављени су у Аргентини.[41]

| Видео:Први случај разбољевања у Зоопарку у Бронксу 4 |
| ---------------------------------------------------- |

### Сједињене Државе
Крајем августа 1999, у Квинсу, у Њујорку, по први пут је уочена појава већег броја оболелих старијих пацијената са знацима вирусног енцефалитиса. Због старосне структуре и клиничке слике, болест је првобитно схваћен као Луисов енцефалитис, да би накнадне серолошке и вирусолошке анализе доказале да се ради о инфекцији изазваној ВЗН. У овој епидемији регистровано је 62 случаја, са неуроинвазивним променама код 59 случаја и 7 смртних исхода (12%). Накнадне епидемиолошке студије, међутим, утврдиле су да је ВЗН био широко распрострањен у Њујорку, са хиљадама инфицираних. Према истраживањима инфекција вирусом је „увезена“ са Блиског истока, преко заражених људи, птица и комарца али и намерним ослобађањем вируса. Иако то никада неће бити сасвим истражено, епидемиолози указују на то да је вирус увезен у пролеће или почетком лета 1999, највероватније преко заражених људи који су у Сједињене Државе долазили из Израела, у тренутку када је у Тел Авиву владала епидемија грознице Запдног Нила.
На основу извештаја Центра за контролу болести (CDC) Сједињених Држава од 4. септембара 2012. број пријављених случајева инфицираних вирусом Западног Нила је 1.993 (међу којима је и 87 умрлих), и највиши је од 1999, када је зараза први пут откривена у САД. У 54% случајева (или у 1.069 од 1.590 случајева) инфекција је класификована као неуроинвазивни облик болести  а у 924 случајева, као не-неуроинвазивна болест. Четрдесет осам држава у САД пријавило је случајеве инфекције ВЗН у комараца, птица и људи. CDC верује да ће у 2012. бити премашен рекорд из периода 2002—2003. година, када је регистровано преко 3.000 инфекција и пријављено преко 260 смртних случајева људи сваке године. Зараза је најизраженија у Тексасу са 45% свих случајева у САД. Укупно гледано, у Мичигену, Луизијани, Оклахоми, Мисисипију, Јужној Дакоти и Тексасу регистровано је 70% случајева. Једине државе у САД без инфекције људи до сада су Аљаска и Хаваји.

### Перспективе
Због широке распрострањености домаћина и вектора преношења, вирус је масовно преношен и постао је једна од значајних зараза у већем броју региона широм Света, а постоји и мала вероватноћа да ће бити елиминисан, јер је пренос ВЗН тешко предвидети и још теже спречити и контролисати. Зато бројне епидемије грознице Западног Нила остају непредвидиве, и намећу све већу потребну за сталне правилно координиране студије како би се боље разумела екологија и патогеност ВЗН.

## Путеви, начини преношења и резервоари ВЗН
Примарни резервоар ВЗН су птице. Већина инфекција код птица је асимптоматска. Људи, али и неки други сисари могу бити случајни домаћини овог вируса. Вирус грознице Западног Нила се не преноси међу људима путем контакта, већ је основни начин трансмисије ВЗН убод зараженог комарца.
Ризик за локалну трансмисију вируса на хуману популацију зависи од истовременог присуства:
- вируса (резервоара инфекције),
- компетентног домаћина,
- вектора (преносиоца болести-комараца, крпеља....),
- осетљивих домаћина у људској и животињској популацији.

Највећи ризик за појаву грознице Западног Нила је у оним земљама или њеним деловима (покрајинама) који се налазе на главним миграторним путевима птица, руралним срединама и подручјима са идеалним стаништима за боравак и развој комараца. Такође треба имати у виду и чињеницу, да неке научне студије спроведене у умереном климатском појасу, показују да до већег броја преношења вируса Западног Нила на људе долази првенствено у другом делу летње сезоне, крајем августа и почетком септембра, када је утврђено да комарци знатно чешће у том периоду мењају домаћине и прелазе са птица на људе.

### Улога комараца у дистрибуцији ВЗН
Комарци су веома распрострањена врста инсеката, која се јавља у свим регионима света, осим Антарктика. У свету је описано преко 3.500 врста комараца. Неки комарци који убадају људе рутински делују као вектори за пренос неколико заразних болести (у које спада и грозница Запдног Нила) које утичу на здравље милиона људи годишње. Други комарци (који рутински могу убости и људе), су примарно вектори за болести животиња, и могу бити узрочници катастрофалних зооноза и других болести, када је њихово станиште поремећено, нпр након изненадних крчења шума.
- Culiseta longiareolata
- Culex quinquefasciatus
- Aedes albopictus
- Culex pipiens

У топлим и влажним тропским регионима комарци су активни током целе године, док су у умереним регионима они у хибернацији преко зиме. На Арктику комарци могу бити активни само неколико недеља. Током времена интензивне активности, комарци су присутни у великом броју и може да прикаупе и до 300 мл крви дневно од сваке животиње у стаду.
Јаја комараца сојева у умереним зонама су толерантнији на хладноћу од оних из топлијих региона. Они чак могу бити отпорни на снег и температуре испод нуле, а одрасли комарци преживљавају и током зиме у одговарајућим микростаништа.
Широм света преношење разних врста комараца на великер удаљености и у регионе где они нису аутохтона врста омогућио је и човек, пре свега поморским саобраћајем, којим се превозе јаја, ларве и одрасли комарци у водом напуњеним гумама и резаном цвећу. Међутим, осим поморског транспорта, комарци се ефикасно преносе и возилима, камионима за испоруку робе, возом и авионом. Карантинске мере за сузбијање преноса комараца показале су се тешко применљиве због недовољне доследности.
Већина инфекција вирусом Западног Нила (ВЗН) код људи и других животиња, узрокована је преносом вируса путем заражених комараца, па се они сматрају главним преносиоцима ВНВ у природи. У јуну 2005, ВЗН изолован је у око 60 врста комараца, углавном из рода Culex. Датаљније анализе показале су да је у 80% случајева ризик за инфекцију ВЗН узрокују две врсте комараца - Culex pipiens и Culex restuans. Ови комарци живе у близини људи који стварају идеалне услове за њихову репродукцију - устајала вода у канализацији, ровови за наводњавање, вода у подметачима испод саксија са цвећем, вода у одбаченим гумама, олуцима, барама на окућници и појилицама за животиње и птице, у рибњацима који се не проветравају, фонтанама итд.
Пренос вируса преко јаја заражених комараца на нову генерацију ларви (трансоваријални пренос) познат је код врста Culex tritaeniorhynchus, Aedes aegypti и Aedes albopictus. Инфекција комараца ВЗН је првенствено изражена у влажним подручјима - где се комарци током целе године размножавају и у зимски стаништима, птица селица.
У Африци и на Блиском истоку, главни преносилац ВЗН је Culex univittatus. Такође врсте Culex poicilipes, Culex neavei, Culex decens, Aedes albocephalus и Mimomyia splendens играју важну улогу у неким областима.
У Европи, главни преносиоци ВЗН су Culex pipiens, Culex modestus и Coquillettidia richiardii.
Преносиоци ВЗН у Азији су Culex quinquefasciatus, Culex tritaeniorhynchus, и Culex vishnui.

### Остали начини преношења ВЗН
Почетком 21. века у САД и другим подручјима препознато је и неколико других начина преношења ВЗН.
Према неким истраживањима доста често се вирус западног Нила изолује из организма разних врста крпеља у Африци и Азији, међу којима су најпознатији; Ornithodorus savignyi, Ornithodorus moubata, Ornithodorus maritimus, Ornithodorus erraticus, Rhipicephalus sanguineus, Rhipicephalus rossicus, Dermacentor reticulatus и Haemaphysalis leachii. Њихова улога као преносиоца је најчешће секундарна и зато се они не сматрају преносиоцима ВЗН у појединим земљама, као што су нпр САД.
Међутим крпељи су један од значајнијих вектора вируса у епидемијама које владају у земљама и подручјима Света са сувом и топлом климом. Иако ВЗН није изолован код других врста зглавкара, теоретски је могуће, да они зглавкари који сисају крв, могу постати носиоци вируса.
Лабораторијским истраживањима је доказано да се животиње из групе месождера, могу инфицирати ВЗН једући месо заражених животиња. Овај начин преноса доказан је код домаћих мачака које су се храниле зараженим мишевима. На сличан начин ВЗН су се у Џорџији заразили узгајани алигатори који су храњени месом болесних коња.
У неким студијама наводи се и могућност преноса вирус на потомство, преко репродуктивног система, заражавањем птичјих јаја из којих се излежу ВЗН инфицирани пилићи.
Такође, откривен је и пренос ВЗН са мајка на дете преко мајчиног млека, која је у току лактације детета заражена ВЗН након трансфузије крви.
Први случај унутарматеричне трансмисије ВЗН забележен је у САД 2002, код труднице која је у другом триместру инфициран ВЗН, а потом тај исти вирус пренела на фетус у материци. Болест се код детета манифестовала обостраним хориоретинитисом, тешким променама на мозгу, и појавом у серум и цереброспиналној течности ВЗН специфичних ИгМ и ВЗН-неутралисаних антитела .
Интраутерина инфекција јапанским вирусом енцефалитиса (енгл. Japanese Encephalitis virus (JEV)) или денга вирусом, непосредно је повезана са спонтаним побачајем и тешком денга инфекцијом-грозницом новорођенчета. Зато се код труднице у регионима са високим ризиком од ВЗН требају предузимати превентивне мере у циљу смањења ризика од настанка ове болести, међутим, с обзиром на ниску учесталост интраутерине трансмисије, рутински скрининг трудница се у овом тренутку не примењује у свету.
У САД, документовано је и неколико случајева инфекције након професионалног излагања вирусу Западног Нила. У два случаја, која су пријављена Центру за контролу и превенцију болести САД у 2002, заражавање је настало након излагања микробиолога случајној инокулацији. Такође, описани су и случајеви заражавања, радника који су манипулисали зараженим труповима, и случајеви заражавања радника у Ајдаху, угинулим алигаторима.
Имајући у виду све могуће начине преношења ВЗН, комплексна је и епидемиологија ширења овим вирусом изазване болести, што може бити и од значајног утицаја за контролу и сузбијање инфекције. Због ниске учесталости ВЗН у свету, нејасно је да ли су новооткривени могући начини преноса вируса одувек били присутни, али нису одмах откривени због ретког јављања, или се епидемиологије вируса кроз његову еволуцију непрестано мењала? У Египту и Уганди, где је вирусна грознице први пут откривена, утврђено је да су људи на том подручју током година постепено изградити природни имунитет против вируса. Упркос овој чињеници, очекивања здравствених власти да се у САД и другим земљама може догодити такав развој природног имунитета, за сада нису оправдана.
Како ВЗН наставља да се шири светом, сазнања о могућим додатним или нестандардним начинима преноса ВЗН од кључног су значаја за будуће ефикасно праћење и контролу ВЗН изазване болести.

### Резервоари ВЗН у природи
- Међу птицама вране су најосетљивије на заразу ВЗН
- Због умерене виремије коњи имају значајну улог у ширењу вируса
- Као резервоар инфекције птице селице могу пренети ВЗН на велика растојања
- Стрвинари који се хране месом болесних животиња могу се заразити ВЗН.
- Алигатори, који се хране месом оболелих коња и других животиња, такође се могу заразити ВЗН

## Грозница изазвана вирусом Западног Нила
Грозница Западног Нила је вирусно обољење које се преноси убодом комараца. Главни вектор, односно преносилац, је Culex pipiens, врста комарца која је одомаћена и у Србији. Главни резервоар заразе су различите врсте птица, у којима се вирус одржава, док је човек случајни, односно тзв. слепи домаћин, јер се инфекција вирусом Западног Нила са њега даље не преноси.
Грозница Западног Нила је сезонско обољење, које је највише заступљено у периоду највеће активности комараца (вектора вируса Западног Нила). Имајући у виду искуства како из многих земаља, тако и из Србије, први оболели се обично региструју најчешће у другој половини јула месеца, а највеће разбољевање током августа и септембра месеца.
Већина особа (80—90%) инфицирана вирусом Западног Нила нема никакве симптоме и знаке болести. Код малог процента заражених особа (10—20%) симптоми подсећају на обољење слично грипу, са наглом појавом повишене телесне температуре, главобољом, болом у грлу, леђима, мишићима, зглобовима, умором, благим пролазним осипом и лимфаденопатијом. Међутим, код појединих особа долази до настанка асептичног менингитиса или енцефалитиса (код 0,2% оболелих млађих од 65 година, и код 2% пацијената преко 65 година живота), односно неуроинвазивног облика болести, који захтева хоспитализацију. Симптоми неуроинвазивног облика болести су главобоља, укочен врат, ступор (тупост), дезоријентисаност, кома, треме, конвулзије, слабост мишића и парализа. Након прележане инфекције често долази до развоја дуготрајних секвела, као што су: умор, губитак памћења, тешкоће приликом ходања, мишићна слабост и депресија. Леталитет је већи код старијих особа, нарочито код особа изнад 75 година живота.
Како је инфекција изазвана вирусом, за лечење грознице Западног Нила не постоји специфична терапија. Код тежих случајева и особа суспектних на заразу ВЗН, лечење се спроводи на одељењима интензивне неге, уз обилну примену, инфузија течности и хране, регулисање дисања (према потреби и респиратором) и стабилизацију функција кардиоваскуларног система.
У циљу спречавања компликација и секундарне инфекције (упала плућа, мокраћних канала итд) у лечењу се примењује одговарајућа симптоматска терапија, антибиотицима, кардиотоницима, антиедематозним лековима, антиепилептицима и другим лековима.
За сада не постоји одговарајућа вакцина за заштиту људи од вируса Западног Нила.

## Превенција
Најбољи начин превенције је избегавање заражавања вирусом Западног Нила тј. спречавање уједе комараца. У свакодневној пракси примењују се два начина у превенцији инфекције:
- заштитите од уједа комарца,
- елиминација станишта и услова за боравак и размножавање комараца око куће, пољопривредних добара и простора за одмора.

### Заштита од уједа комарца
Преузимањем следећих, једноставних мера предострожности (заштите), може се умањила шанса да нека особа буде уједена од стране комараца, а на тај начин и шансе за инфекцију ВЗН;
- За време боравка на отвореном простору, потребна је редовна употреба репелената против инсеката, који у себи садрже ДЕЕТ или друге одобрене састојке.
- Избегавање боравка на отвореном у време периода најинтензивније активности комараца - у сумрак и у зору.
- Избегавање подручја са великим бројем инсеката, као што су шуме и мочваре.
- Ношењем заштитне одеће као што су кошуље дугих рукава, дуге панталоне, шешири и светло обојене одећа најбоља су заштита јер комарци имају тенденцију да буду привучени тамним бојама.
- На вратима и прозорима треба уградити заштитне мреже, које требају да буду без рупа и да чврсто належу уз подлогу како би омогућили комарцима да продру у затворени простор.
- По могућству боравак у климатизованим просторима, јер је број инсеката у таквим условима значајно смањен.

### Елиминација станишта и услова за боравак и размножавање комараца
Комарци полажу јаја у стајаћој води а цео процес од полагања јаја до стварања и прерастања ларви у одрасле комарце, спремне да лете и преносе ВЗН траје око четири дана. Чак и мале количине воде, на пример, у тацни под саксијом за цвеће, може бити погодно и плодно станиште за боравак и размножавање комараца.
Зато је важно да се у околини кућа и других објеката и површина на којима стално бораве људи и стока елиминише што више станишта са стајаћом водом. То се може постићи:
- Редовном (два пута недељно) заменом стајаће воде свежом водом у објектима и посудама као што базени, посуде за напајање водом животиња, подметачима под саксијама, и отпаду за рециклажу у за то намењеним кантама, итд.
- Редовним уклањањем старих и непотребних предмета око куће и друге имовине (нпр. старе гуме) који имају тенденцију да прикупљају атмосферску воду.
- Променом воде у базенима за барске птице и кућне љубимце, као и у тенковима за купање стоке.
- Редовним чишћењем олука и других сабирних канала и сливника за атмосферску и отпадну воду, чиме се спречава стварање влажне средине за настањивање и размножавање комараца.
- Куповином аератор за украсне рибњаке, чиме се стварају услови за непрестано кретање (треперење) водених површина, што ће учинити воду негостољубивом средином за боравак ларви комараца.

### Средства за сузбијање комараца
Биоцидни производи, у које спадају и инсектициди, су средства која се данас најчешће користе за сузбијање комараца. Њихово стављање у промет усклађено је са Законом о биоцидним производима, чије спровођење контролишу Агенције за хемикалије земаља које су тај закон донеле. Како биоциди у себи садрже супстанце које имају потенцијални ризик по здравље људи, животиња и животну средину основни разлог је што ови производи, пре стављања у промет, подлежу посебној процедури у којој се њихов промет и коришћење одобрава само ако се утврди да представљају прихватљив ризик по здравље људи, животиња и животну средину.
Средства за сузбијање комараца у отвореном простору омогућавају контролу популације комараца тако што уништавају одрасле јединке комараца, односно редукују њихов број (адултициди) или тако што онемогућавају развој комараца из ларви (ларвициди).
Биоцидни производи који се користе у многим земљама, укључујући и Србију, а користе за адултицидни третман комараца из ваздуха најчешће су на бази ламбда-цихалотрина, док се за адултицидни третман са земље користе биоцидни производи који су на бази неколико хемијских активних супстанци из групе пиретроида (ламбда-цихалотрин, делтаметрин и сл.). За ларвицидни третман комараца користе се биоцидни производи који могу бити на бази биолошких активних супстанци тј. бактерија из рода Bacillus које су показале веома селективно токсично дејство на ларве комараца, а без штетних ефеката на друге организме, људе и животну средину, или на бази хемијских активних супстанци (нпр. дифлубензурон) које делују као регулатори раста ларви комараца. У доњој табели приказани су најчешће примењивани пестициди широм Света у контроли комараца:
| Инсектициди који се користе у контроли комараца   | | |
| Инсектициди                                       | Врсте | Механизми дејства |
| Адултициди средства за контролу одраслих комараца | Органофосфати: Синтетички пиретроиди: | Примењују се у облику спрејова ултра ниског волумена (УЛВ). Применом финих капљица, аеросола, адултициди дуго остају у ваздуху и у контакту са летећим комарцима изазивају њихову смрт. У зависности од величине подручја, примењују се у количинама мањим од 3 грама по хектару, што минимизира штетни утицај по људе и животну средину. |
| Ларвициди средства за контролу ларви комараца     | Бактеријски инсектициди: Bacillus thuringiensis, Bacillus sphaericus Инхибитори раста комараца: Органски инсектиди: Остала средства: Минерална уља, Мономолекуларни филмови | Ларвициди су хемикалије тако дизајниране да се њиховом применити на воденим површинама онемогућава развој комараца из ларви. |
| Синергисти                                        | Piperonyl Butoxide, N-Octyl bicycloheptene dicarboximide | Синергисти нису директно токсични на комарце, али њихова примена чини адултициде ефикаснијим. |

## ВЗН као биолошко оружје
Због релативно брзог и једноставног начина дистрибуције у терористичким и ратним дејствима, ВЗН је један од изазивача заразних болести који је у лабораторијама неких земаља развијен и као биолошко оружје, јер за пренос инфекције не захтева посебну опрему и ракете.
Постоје бројни, али непотпуни, докази да су 80-их година 20. века у САД из Ирака као биолошко оружје, у терористичким дејствима, примењени сојеви ВЗН заједно са другим сојевима вируса изазивачима заразних болести. У САД, се примена овог вируса као биолошког оружја покушава доказати чињеницом да у већини делова света где се ВЗН појавио, он обично изазива блажи облик болести налик грипу, са грозницом, главобољом, боловима у мишићима и умором - непријатним, али ретко фаталним поремећајима. Такође као потврда овој претпоставки наводи се да није доказано да је вирус смртоносан код свих птица у другим деловима света, док се у САД појавио сој ВЗН скоро 100% фаталан за птице (које обично умиру у року од пет дана). Зато се неки амерички здравствени званичници све више питају зашто је у САД сој вируса Западног Нила смртоноснији за људе и птице него било где другде на планети - са изузетком Израела? Једна хипотеза која покушава да објасни већу вируленцију и повећану учесталост разбољевања ВЗН у САД, чињеницом да је он коришћен против Американаца од стране ирачке војске пре Ирачког рата 2003. Такође постоје докази да је против ирачких избеглица априла 1999, Садам Хусеин применио (у Ираку, или по неким подацима на Куби) развијен сој вируса на основу соја „СВ 1417" као биолошко оружје.